# Bezetting van Japan

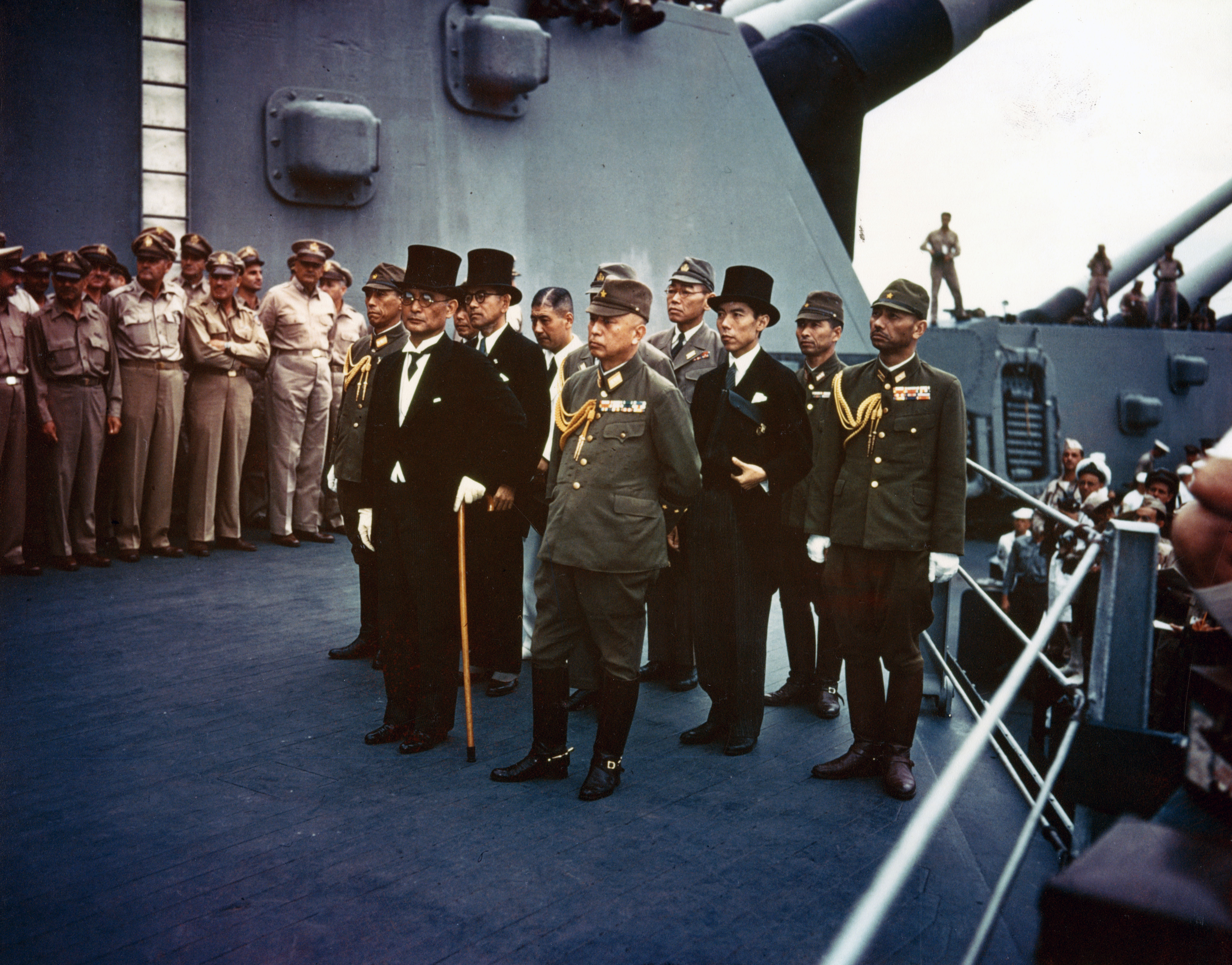
Vertegenwoordigers van Japan aan boord van de USS Missouri, voorafgaand aan het tekenen van de overgave.

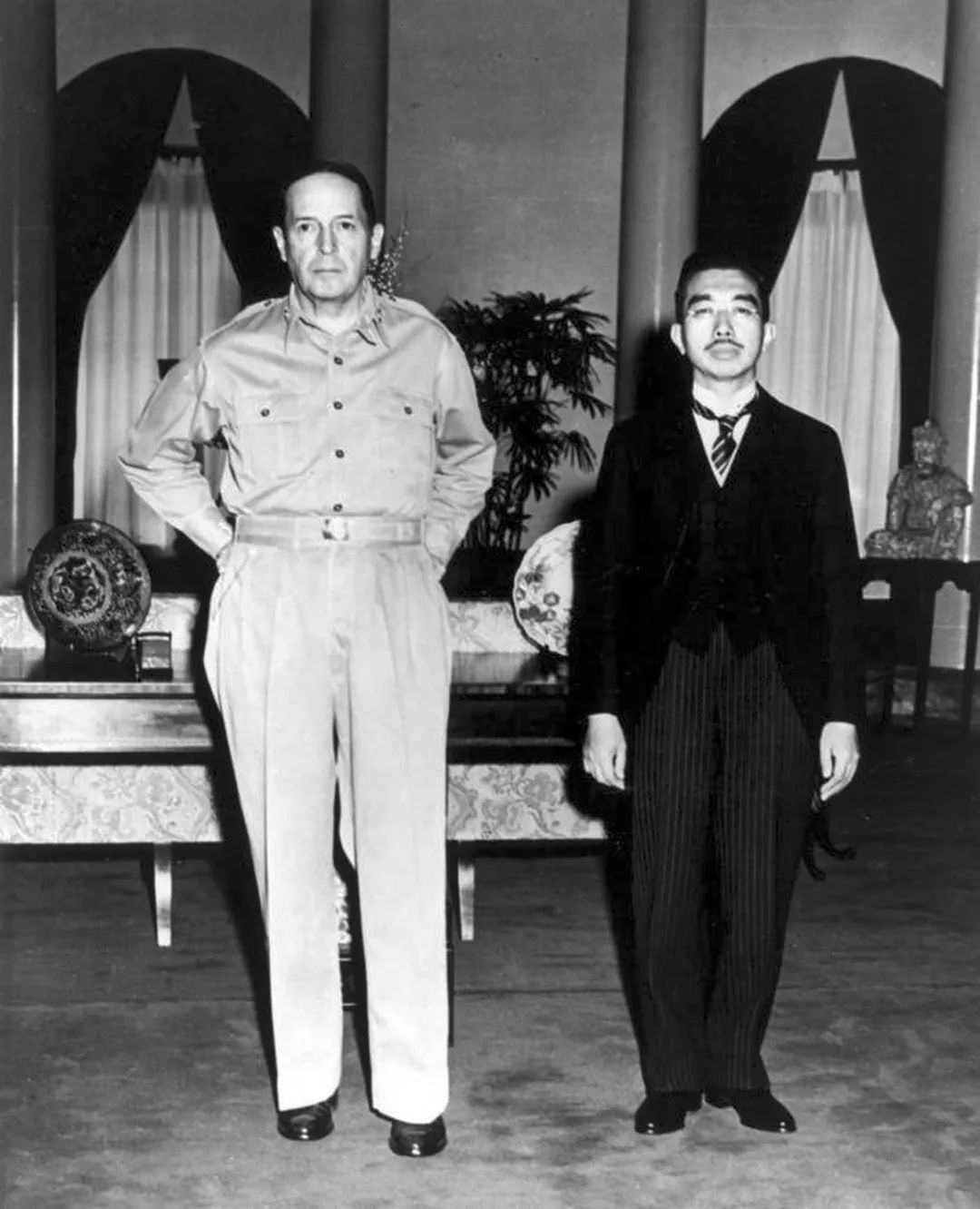
Douglas MacArthur en keizer Hirohito

De bezetting van Japan was een zeven jaar durende periode waarin Japan werd bezet door de geallieerden, onder leiding van de Verenigde Staten. De bezetting begon op 28 augustus 1945, 14 dagen nadat Japan zich over had gegeven tijdens de Tweede Wereldoorlog, en duurde tot 28 april 1952. Het is tot op heden de enige keer in de geschiedenis van Japan dat het land door een buitenlandse troepenmacht werd bezet.

## Verdeling onder de Geallieerden
De Japanse capitulatie aan het eind van de Tweede Wereldoorlog was een feit op 14 augustus 1945. Die dag liet Japan de geallieerden weten dat het land de Verklaring van Potsdam zou accepteren. De dag erna kondigde keizer Hirohito de overgave aan op de radio. Deze dag staat bekend als V-J Day.
Na de Japanse capitulatie benoemde de Amerikaanse president Harry S. Truman generaal Douglas MacArthur tot Supreme Commander of the Allied Powers, en gaf hem hiermee de verantwoordelijkheid voor het toezien op de bezetting en wederopbouw van Japan. Net als bij de bezetting van Duitsland hadden de geallieerden besloten Japan en alle landen die door Japan waren bezet in de Tweede Wereldoorlog in zones te verdelen, die elk door een ander geallieerd land zouden worden bestuurd. Het plan voor de verdeling was als volgt:
- Sovjet-Unie: Noord-Korea (geen volledige bezetting), Sakhalin, en de Koerilen.
- Verenigde Staten: Zuid-Korea (geen volledige bezetting), Okinawa, de Amami-eilanden, de Bonin-eilanden en de Japanse bezittingen in Micronesië.
- China: Taiwan en Penghu.

MacArthur kreeg echter het bevel over alle primaire eilanden van Japan (Honshū, Hokkaidō, Shikoku en Kyūshū). De reden waarom de plannen werden veranderd is onbekend. Redenen zijn mogelijk het feit dat de Amerikaanse macht was gegroeid met de ontwikkeling van de atoombom, en het feit dat Truman de Sovjet-Unie steeds meer wantrouwde.

## MacArthur in Japan
MacArthur arriveerde op 30 augustus 1945 in Tokio. Hij stelde meteen enkele regels op; zo mocht geallieerd personeel geen Japanners mishandelen of de bevolking hun schaarse voedselvoorraden ontnemen. Op 2 september volgde de formele overgave van Japan met het tekenen van de overgaveverklaring. Op 6 september presenteerde president Truman het officiële document met daarin de plannen voor het verdere verloop van de bezetting van Japan. Eind 1945 waren er 350.000 Amerikaanse troepen gelegerd. In 1946 arriveerden versterkingstroepen, die allemaal werden ingedeeld bij MacArthurs achtste leger. Tegen juni 1950 nam het aantal troepen echter sterk af.

### Maatregelen
De twee hoofdpunten van het geallieerde beleid waren het Japanse oorlogspotentieel te verminderen en Japan te veranderen in een modern land gelijk aan westerse landen. Door de hongersnood in het land was de eerste prioriteit het verbeteren van de voedselvoorziening via GARIOA-fondsen. Het Japanse leger werd ook direct gedemobiliseerd en ontmanteld en voormalige militaire officieren werd verboden politieke functies op zich te nemen.
Een nieuwe Japanse Grondwet werd afgekondigd op 3 november 1946 en werd van kracht op 3 mei 1947. In artikel 9 doet Japan formeel afstand van het soeverein recht tot oorlogvoering en in praktische zin verbood dit Japan om nog langer een leger te hebben. Het werd bedrijven verboden oorlogsmaterieel zoals tanks, vliegtuigen en marineschepen, te maken. Binnen 10 jaar drongen de Amerikanen er echter alweer op aan dat deze regel zou worden aangepast om Japan weerbaarder te maken tegen het communisme. Hiervoor werden de Japanse Zelfverdedigingstroepen opgericht. 
Ten tweede moest hij Japan helpen een democratie te worden. Hiervoor ontmoette hij onder andere keizer Hirohito. De foto van de ontmoeting tussen de twee is een van de beroemdste foto’s uit de Japanse geschiedenis, maar veel Japanners waren geschokt door het feit dat MacArthur voor deze ontmoeting geen formele kleding droeg maar zijn dagelijkse legeruniform, zonder insignes en met open boord. MacArthur ging niet in op aandringen van andere landen om Hirohito te laten vervolgen voor oorlogsmisdaden of anders te dwingen tot aftreden, daar hij wist dat deze beslissing alleen maar averechts zou werken bij de wederopbouw van Japan. De grondwet ontnam de keizer de politieke macht, ook al bleef hij staatshoofd, en zijn rol werd beperkt tot een symbool van het land en het volk. Japan kreeg een verkozen parlement met twee kamers, het Lager- en Hogerhuis. Het shintoïsme werd afgeschaft als staatsgodsdienst. Op 10 april 1946 werden de eerste parlementaire verkiezingen gehouden, Shigeru Yoshida van de Liberale Partij werd de eerste minister-president van Japan.
Een ander gevolg was liberalisatie. Onder leiding van Wolf Ladejinsky en Hiroo Wada, de minister van Landbouw en Visserij van de Japanse Socialistische Partij, werd onder andere het land van de grote landeigenaren afgenomen en verdeeld onder individuele boeren. Tussen 1947 en 1949 werd ongeveer 1,9 miljoen ha, of 38% van het totaal, aan gecultiveerde grond gekocht die vervolgens uitgegeven werd aan boeren die het land bewerkten. In 1950 werd 89% van alle landbouwgrond direct door de eigenaar bewerkt en slechts 11% door pachters. Verder werden de grote industriële conglomeraten, zaibatsu, die een belangrijke rol hadden gespeeld bij de bevoorrading van het leger, ontmanteld. Reeds in september 1945 werden de eerste zaibatsu's benoemd, waaronder Mitsui, Mitsubishi en Sumitomo, maar later werd de lijst uitgebreid naar 83 bedrijven die al hun aandelen en belangen moesten overdragen aan de Holding Company Liquidation Commission (HCLC). In 1948 trad de Law for the Termination of Zaibatsu Family Control in werking, de families kregen enige financiële compensatie in de vorm van Japanse staatsobligaties. Er was een hoge inflatie waardoor de waarde van de obligaties verdampte. De HCLC verkocht vervolgens de belangen op de markt waardoor de aandelen werden gespreid over een groot aantal beleggers. Uiteindelijk evolueerden deze na de bezetting weer tot lossere industriële groeperingen, de keiretsu.
Een laatste belangrijk punt dat voor Japan veranderde tijdens de bezetting was het onderwijs. Voor de bezetting was het Japanse onderwijssysteem gebaseerd op het Duitse systeem, met een gymnasium en universiteiten die volgden na de basisschool. Onder invloed van de geallieerden werd de middelbare school toegevoegd aan dit systeem.

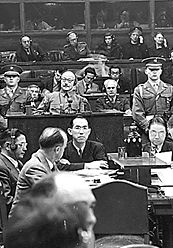
Hideki Tojo getuigt tijdens het proces tegen Japanse oorlogsmisdadigers.

De geallieerden grepen de bezetting van Japan aan om veel hoge Japanse militairen te vervolgen voor oorlogsmisdaden. Een van de bekendste rechtszaken in dit geheel was het Proces van Tokio. Veel van de van oorlogsmisdaden verdachte Japanners werden veroordeeld tot de dood of lange gevangenisstraffen. Toch bleven veel verdachten, zoals Tsuji Masanobu, Nobusuke Kishi, Yoshio Kodama en Ryoichi Sasakawa, buiten schot. Ook de keizer en zijn familie werden niet vervolgd, mede dankzij MacArthur. Deze beslissing viel lang niet bij iedereen in goede aarde.
Officieel werd in de grondwet elke vorm van censuur op vrijheid van meningsuiting verboden, maar met name politieke zaken werden nog lange tijd gecensureerd. Op de lijst van de Civil Censorship Detachment (CCD) kwamen onderwerpen zoals: kritiek op MacArthur en zijn organisatie, idem op alle geallieerde landen, keizerlijke propaganda, de verdediging van oorlogsmisdadigers, de atoombommen op Hiroshima en Nagasaki en de zwarte markt. Hoewel sommige van de CCD-censuurwetten aan het einde van SCAP aanzienlijk versoepelden, waren sommige onderwerpen, zoals de atoombommen op Hiroshima en Nagasaki, taboe tot 1952 aan het einde van de bezetting.
Veel Japanners waren tijdens de bezetting bang dat de geallieerde troepen Japanse vrouwen zouden verkrachten. Aanvankelijk leek deze vrees ongegrond, maar nadat prostitutie bij wet verboden werd namen de klachten over verkrachting door geallieerde troepen sterk toe. Toch beweren veel bronnen dat de meeste klachten over verkrachting dateren uit de eerste paar weken van de bezetting, en dat het daarna nauwelijks meer voorkwam. Volgens Toshiyuki Tanaka werden er 76 gevallen van verkrachting en moord gemeld op Okinawa tijdens de eerste vijf jaar van de bezetting. Het ware aantal ligt mogelijk hoger daar niet elk geval werd gerapporteerd.

## Nasleep
Het uiteenvallen van het Japanse rijk had grote gevolgen voor de gebieden buiten Japan die door Japan waren bezet. Taiwan en Mantsjoerije werden teruggegeven aan China, Korea werd onafhankelijk. De Sovjet-Unie claimde Zuid-Sachalin en de Koerilen als grondgebied, waardoor 400.000 mensen moesten vluchten of werden verbannen. Ook in de andere bevrijde gebieden moesten Japanners vluchten om te ontkomen aan vervolging en vergeldingsacties.
In 1949 tekende MacArthur een document waarmee de macht van de geallieerden in Japan sterk werd beperkt, en het Japanse bestuur de macht langzaam kon overnemen. De ondertekening van het Vredesverdrag van San Francisco maakt officieel een einde aan de bezetting. De geallieerden trokken zich terug, waarna Japan weer als soevereine staat kon bestaan.

## Naslagwerken
- (en)  Dower, John W. Embracing Defeat: Japan in the Wake of World War II, W. W. Norton, New York (1999) ISBN 978-0-393-04686-1
- (en)  James, D. Clayton The Years of MacArthur, volume 3: Triumph and Disaster 1945–1964, Houghton Mifflin, Boston (1985) ISBN 978-0-395-36004-0